# Musée national des Enfants de troupe
Le musée national des Enfants de troupe est un musée national français consacré aux enfants de troupe et des écoles militaires situé à Autun (Saône-et-Loire), dans l'ancienne chapelle du lycée militaire. Il dépend de l'État-major de l'Armée de terre.
Il est fondé en 1985, succédant à un ancien musée des Enfants de troupe à Saint-Hippolyte-du-Fort (Gard) créé en 1934.

## Objet
Le musée expose des traces de la vingtaine des écoles militaires françaises et de leurs élèves. En 1994, il est classé musée national, c'est-à-dire qu'il est placé sous la tutelle de l'État.
Il dépend de l'état-major de l'Armée de terre et du chef de corps du lycée militaire d'Autun, qui est chargé de la désignation de son directeur et de son conservateur.

## Histoire

### Premier musée à Saint-Hippolyte-du-Fort
Le musée d'Autun succède à un premier musée ouvert à Saint-Hippolyte-du-Fort dans le Gard en mémoire de l'École militaire préparatoire. Celui-ci est fondé en 1934 lors de la désaffectation de l'école, déplacée à l'École militaire préparatoire d'Épinal (Vosges) et remplacée dans ses locaux par un escadron de gendarmerie mobile. Il est fondé par Justin Payre, ancien élève. Un local est mis à leur disposition par la Gendarmerie, et le musée est baptisé des noms d'Ulysse Pastre, ancien professeur de l'École et fondateur de l'Association des anciens enfants de troupe (AET), et du général Paul Matter.
Après Justin Payre, le musée est entretenu par Harmand puis Landou. En 1974, lorsque la Gendarmerie quitte Saint-Hippolyte-du-Fort, la ville ne peut acquérir les locaux, qui se retrouvent mis en vente.

### Fondation du musée d'Autun
Sur proposition de la section autunoise de l'AET, le musée est déplacé entre 1975 et 1977 dans une salle de classe de l'École militaire préparatoire d'Autun grâce à une souscription. Le musée est définitivement installé dans une partie de l'ancienne chapelle et dans la crypte en 1983, sous le commandement du colonel Jacques Maurice. Il bénéficie du soutien de la municipalité et du conseil général.
Le musée est finalement inauguré le 15 juin 1985 par le ministre de la Défense Charles Hernu, la secrétaire d'État Edwige Avice et le chef d'état-major de l'Armée de terre René Imbot. Le premier conservateur du nouveau musée est Robert Perruchet et l'Association des amis du musée des anciennes Écoles militaires préparatoires et des Enfants de troupe est fondée la même année.

### Vie du musée
Le musée est agrandi au cours des années 2000. Devenu vétuste, des premiers travaux de rénovation sont réalisés en 2010-2011.

## Collection
Le musée conserve les archives de plusieurs écoles militaires disparues.